# فاي إي. ديفيس
فاي إي. ديفيس (بالإنجليزية: Fay Elizabeth Davis)‏ هي رسامة أمريكية، ولدت في 8 يوليو 1916 في إنديانابوليس في الولايات المتحدة، وتوفيت في 30 نوفمبر 1997 في برادنتون في الولايات المتحدة.